# Teatre Nacional de Brno
El Teatre Nacional de Brno (en txec: Národní divadlo Brno) és el teatre principal de la ciutat txeca de Brno. Va ser inaugurat el 1884 seguint l'estil arquitectònic del Teatre Nacional de Praga.

## Escenaris
En l'actualitat consta de tres escenaris:
- Teatre Mahen (drama): Construït el 1882 com el Deutsches Stadttheater, va ser el primer teatre europeu en il·luminar-se amb llum elèctrica (dissenyat per Thomas Alva Edison).
- Teatre Janáček (òpera, ballet): Un edifici modern construït entre 1961 i 1965. Zdenĕk Neverla va ser designat com a director general de l'Òpera Janáček el 1990.
- Teatre Reduta: És el teatre més antic de l'Europa Central. El 1767, Wolfgang Amadeus Mozart hi va fer un concert a l'edat de dotze anys.